# Andrzej Szyszka
Andrzej Michał Szyszka – polski kardiolog, profesor nauk medycznych; profesor zwyczajny w Katedrze i Klinice Kardiologii Wydziału Lekarskiego II Uniwersytetu Medycznego w Poznaniu.

## Życiorys
Dyplom lekarski z wyróżnieniem uzyskał na Akademii Medycznej w Gdańsku (obecnie Gdański Uniwersytet Medyczny). Kolejne stopnie naukowe i awanse akademickie zdobywał na Akademii Medycznej w Poznaniu (obecnie Uniwersytet Medyczny im. Karola Marcinkowskiego w Poznaniu). Doktoryzował się w 1979 broniąc pracy pt. Badania doświadczalne nad centralnym i obwodowym mechanizmem działania niektórych leków przeciwgorączkowych z uwzględnieniem aspektów krążeniowych, przygotowanej pod kierunkiem Aleksandra Mrozikiewicza. Posiada specjalizację z chorób wewnętrznych oraz z kardiologii.
Habilitował się w roku 2000 na podstawie oceny dorobku naukowego i rozprawy pt. Wpływ leczenia hipotensyjnego na przebudowę nadciśnieniową serca. Tytuł naukowy profesora nauk medycznych został mu nadany w 2010. Był promotorem dziewięciu ukończonych doktoratów. W ramach Katedry Kardiologii poznańskiego Uniwersytetu Medycznego kieruje II Kliniką Kardiologii.
Odznaczony Złotym Krzyżem Zasługi.
Na dorobek naukowy A. Szyszki składa się ponad trzysta opracowań oryginalnych publikowanych m.in. w czasopismach takich jak: „International Journal of Cardiology”, „Cardiology Journal”, „Postępy w Kardiologii Interwencyjnej” oraz „Kardiologia Polska”.
Należy do Polskiego Towarzystwa Kardiologicznego, gdzie pełni funkcję przewodniczącego Sekcji Echokardiografii.